# Lista chorążych reprezentacji San Marino na igrzyskach olimpijskich
Lista chorążych reprezentacji San Marino na igrzyskach olimpijskich – lista zawodników i zawodniczek reprezentacji San Marino, którzy podczas ceremonii otwarcia nowożytnych igrzysk olimpijskich nieśli flagę San Marino.

## Chronologiczna lista chorążych
| Lp. | Rok i miejsce        | Chorąży              | Dyscyplina            |
| --- | -------------------- | -------------------- | --------------------- |
| 1   | 1960, Rzym           | b.d.                 |                       |
| 2   | 1968, Meksyk         | b.d.                 |                       |
| 3   | 1972, Monachium      | Casale Pilade        |                       |
| 4   | 1976, Innsbruck      | b.d.                 |                       |
| 5   | 1976, Montreal       | b.d.                 |                       |
| 6   | 1980, Moskwa         | b.d.                 |                       |
| 7   | 1984, Sarajewo       | b.d.                 |                       |
| 8   | 1984, Los Angeles    | Maurizio Zonzini     | Gimnastyka sportowa   |
| 9   | 1988, Calgary        | Nicola Ercolani      | Narciarstwo alpejskie |
| 10  | 1988, Seul           | Dominique Canti      | Lekkoatletyka         |
| 11  | 1992, Albertville    | Andrea Sammaritani   | Biegi narciarskie     |
| 12  | 1992, Barcelona      | Sara Casadei         | pływanie              |
| 13  | 1994, Lillehammer    | Dino Crescentini     | Bobsleje              |
| 14  | 1996, Atlanta        | Manlio Molinari      | Lekkoatletyka         |
| 15  | 2000, Sydney         | Emanuela Felici      | Strzelectwo           |
| 16  | 2002, Salt Lake City | Gian Matteo Giordani | Narciarstwo alpejskie |
| 17  | 2004, Ateny          | Diego Mularoni       | pływanie              |
| 18  | 2006, Turyn          | Marino Cardelli      | Narciarstwo alpejskie |
| 19  | 2008, Pekin          | Daniela Del Din      | Strzelectwo           |
| 20  | 2010, Vancouver      | Marino Cardelli      | Narciarstwo alpejskie |
| 21  | 2012, Londyn         | Alessandra Perilli   | Strzelectwo           |
| 22  | 2014, Soczi          | Vincenzo Michelotti  | Narciarstwo alpejskie |
| 23  | 2016, Rio            | Arianna Perilli      | Strzelectwo           |
| 24  | 2018, Pjongczang     | Alessandro Mariotti  | Narciarstwo alpejskie |
| 25  | 2020, Tokio          | Arianna Valloni      | Pływanie              |
| 25  | 2020, Tokio          | Myles Amine          | Zapasy                |